# Милош Јовановић
Милош Јовановић (Београд, 19. август 1976) српски је политичар, правник и политиколог. Председник је Нове демократске странке Србије и доцент на Правном факултету Универзитета у Београду. Био је кандидат за председника Србије на изборима 2022. где је освојио 6% гласова.

## Биографија
Средњошколско образовање стекао је у Петој београдској гимназији. Служио је војску као припадник 63. падобранске бригаде. Учествовао је 2006. године на међународном падобранском вишебоју.
На Универзитету у Паризу 1 Пантеон-Сорбона је 1999. године дипломирао на Правном факултету, а 2000. године на Одсеку политичких наука Сорбоне. На истом универзитету је завршио магистарске студије из међународних односа 2001. године са радом на тему:  (срп. Међународно признање словеначке и хрватске независности), ментор професор Шарл Зоргбиб.
Докторску дисертацију одбранио је у децембру 2010. године на тему:  (1999),, ментор професор Шарл Зоргбиб, Универзитет Париз I.
Од 2001. до 2005. године је био задужен за извођење вежби из Уставног права и политичких институција, као и Компаративних политичких система на Правном факултету Универзитета у Паризу 1 Пантеон-Сорбона.
Од 2006. до 2011. године је радио на Институту за међународну политику и привреду у Београду у звању истраживача-сарадника. У октобру 2011. године изабран је за асистента, у фебруару 2014. за доцента, на предметима Увод у право европских интеграција и Међународни односи на Правном факултету Универзитета у Београду, где и даље предаје.
Био је члан је Управног одбора Фонда Слободан Јовановић.
Говори француски и енглески језик.

## Политичка активност
Од јула 2007. године је обављао дужност саветника министра за Косово и Метохију Слободана Самарџића за међународноправна питања и био је члан српске делегације у преговарачком процесу о будућем статусу Косова и Метохије вођеним под окриљем међународне посредничке Тројке.
Фебруара 2008. године именован је за једног од двојице координатора правног тима Владе Републике Србије.
У Демократској странци Србије је био на дужностима привременог потпредседника градског одбора у Београду и политичког саветника председника ДСС Војислава Коштунице, а након тога и потпредседник странке.
Након парламентарних избора 2012. године постао је посланик у Народној скупштини Републике Србије. Био је члан Делегације у парламентарној скупштини НАТО-а, Делегације у Парламентарној скупштини Франкофоније и члан скупштинског Одбора за одбрану и унутрашње послове.
Деветог октобра 2013. године вратио је мандат Демократској странци Србије, али је остао потпредседник странке. У посланичкој клупи заменио га је Марко Милутиновић. Нешто касније, 24. октобра 2013. године поднео је оставку на све функције у тој странци, јер је сматрао да врх странке не чини све што је потребно за очување Косова и Метохије у саставу Србије, као и да је однос ове опозиционе странке према власти превише благ. Изнад свега, сматрао је да је потребно окупити све патриотске снаге у један широки покрет, који би сачињавали како политичке организације, тако и интелектуалци и истакнуте јавне личности и који би представљао неопходну противтежу српском политичком систему у оквиру којег је, доласком СНС на власт, постигнут консензус о предаји Косова и Метохије. О томе је писао и говорио у јавности од самог тренутка потписивања Бриселског споразума, априла 2013. године.
За потпредседника Демократске странке Србије изабран је у октобру 2016. године, а за председника ДСС изабран је на тринаестој скупштини ДСС одржаној 28. маја 2017. године.

## Контроверзе
У марту 2025. део опозиције је изазвао нереде током седнице Народне скупштине Србије, када су поједини посланици опозиције бацали димне бомбе и бакље на чланове владајуће коалиције Србија не сме да стане. Том приликом је Јовановић попрскао бибер-спрејем народну посланицу Јасмину Каранац.

## Одабрани радови
- Miloš Jovanović, “Le Royaume-Uni et le plan Briand : une réaction toujours d’actualité ?”, in Yves Petit, Branko Rakić, Maja Lukić-Radović (dir.), L’idée d’Union européenne de 1929 à 2016: du projet d’Aristide Briand au retrait du Royaume-Uni, Univerzitet u Beogradu - Pravni fakultet, Belgrade, 2017, pp. 41–56.
- Ивана Крстић, Милош Јовановић, „Међународноправни статус НДХ” у Борис Беговић, Зоран С. Мирковић (ур.), Правни поредак Независне Државе Хрватске, Правни факултет Универзитета у Београду, 2017, стр. 183-216.
- „Ка неопходном препороду српске војске”, у Светлана Курћубић Ружић (уред.), Ка српском становишту, Евро-Ђунти, Београд 2014, стр. 127-152.
- „У потрази за снажном државом – или како излечити институционалну импотентност ‘Петооктобарске републике”, у Светлана Курћубић Ружић (уред.), Ка српском становишту, Евро-Ђунти, Београд 2014, стр. 95-125.
- „Полупредседнички режим француске V Републике”, у Оливер Николић, Владан Петров (прир.), Увод у право Француске, Институт за упоредно право/Правни факултет Универзитета у Београду, Београд 2013, pp. 93–119.
- „Француска, НАТО и ‘Европа одбране’”, Анали Правног факултета у Београду, бр.2/2013, pp. 197–214.
- „Сербия и Европейский Союз. Вопрос безопасности или политика абсурда”, ЗВЕНЬЯ, Экспертное издание Фонда исторической перспективы, 2013 №1 (16), Москва, pp. 139–174.
- „O putevima i stranputicama”, Danas, 2013.
- „Послехладноратовски свет између идеологије и политике силе”, Српска политичка мисао, бр. 2, 2013, pp. 187–204
- „Нада је умрла, живела нада!”, Политика, 2013.
- „Изградња ЕУ кроз призму Заједничке безбедносне и одбрамбене политике”, Европско законодавство, 42/12 (2012), pp. 313–333.
- „Recognition of Kosovo Independence as a Violation of International Law”, Belgrade Law Review, 2008, Vol. 3. стр. 108-140.
- „Доктрина праведног рата и међународно право”. Међународни проблеми, Vol. LIX, бр. 2-3, Jun 2007, pp. 243–265.
- „A Comment on the Judgement of the International Court of Justice in the Case Concerning the Application of the Genocide Convention”, Review of international affairs, Vol. LVII, No. 1125-1126, January-June (2007). стр. 5-15.
- „Тужба БиХ за геноцид пред Међународним судом правде: правна разматрања и политичке последице”, Међународна политика, бр. 1123, јули-септембар 2006, pp. 5–13.
- „Питање независности Косова и Метохије у огледалу међународног јавног права”, у Слободан Ерић (прир.), Косово и Метохија – аргументи за останак у Србији, Геополитика, Београд, 2006, pp. 93–118.